# Анархизм в Турции
Анархизм в Турции начал зарождаться только в 1986 году с публикацией журнала «Kara».
Марксизм был самой влиятельной идеологией в турецких революционных движениях, пока не распался в результате военного переворота Кенана Эврена в 1980-х годах. Почти все марксистское движение было подавлено военными репрессиями. Многие боевики столкнулись с дилеммой: отстаивать конечную цель марксизма — достижение общества без государства и социальных классов — и реальную политику этатизма и авторитаризма, которую марксистские партии проводили на практике. В результате этих дебатов возникло направление, которое приняло анархистскую идеологию, отличаясь от остальных турецких левого, придерживавшихся традиционной ленинской позиции.

## Историческое прошлое

### Османский период
Первые признаки анархизма в османский период возникли в среде армянской интеллигенции. Журнал «Аманых», изданный в 1895 году Александром Атабекяном, одним из пионеров Армянской революционной федерации, имеет богатое содержание, касающееся как анархистской философии, так и армянского революционного движения. В тот же период французская работа турка-киприота Кыбрысизаде Османа Бея «Социализм и анархизм» (1895) стала первой анархистской книгой, опубликованной в Османской империи.
Баха Тевфик, которого часто считают первым турецким анархистом, в своем труде «Фельсефе-и Ферд» (1913) утверждает, что от наемного рабства к социализму и от социализма к анархизму будет достигнута новая эра.

### Республиканский период
Первым письменным источником турецкого анархизма является «Этика» Кропоткина, переведенная Ахмедом Агаевом и опубликованная в 1935 году. Несмотря на продолжающиеся дебаты о том, почему анархизм не стал заметен как альтернативная левая политика в первой половине республиканского периода, до 1980-х годов анархизм широко рассматривался как эквивалент террора и хаоса.
В 1970-е годы, в то время как марксистские и социалистические подходы доминировали в левых взглядах, интерес к анархизму оставался бледным в левых изданиях. В то время как статьи об анархизме появлялись в журнале «Ени Уфуклар», издававшемся в 1960-х годах, книга Прудона «Что такое собственность?» была переведена на турецкий язык и опубликована.
После государственного переворота в Турции в 1980 году анархизм начал занимать свое место на политической сцене Турции. В частности, анархизм получил широкое распространение в турецкой диаспоре в Германии, куда многие бежали от переворота.
Журнал Kara, вышедший в 1986 году, стал поворотным пунктом в развитии анархистского движения в Турции. Kara издавался в то время, когда мейнстримные турецкие левые не могли преодолеть шок от военного переворота и определяли себя как «либертарианцы», а не «анархисты», из-за общего восприятия анархии как хаоса. Помимо более широких общественных движений, в начале 1990-х годов сформировались анархистские группы и издания, в том числе придерживающиеся платформистских, анархо-синдикалистских и синтетических традиций.
В 1998 году была создана Анархистская молодежная федерация (AGF), за которой в начале 2000-х годов последовали Анархистско-коммунистическая инициатива (AKI) и Революционная анархистская деятельность (DAF).
К 2000-м годам слово «анархия» перестало быть синонимом хаоса и террора и стало рассматриваться как политическая философия. Сегодня во многих турецких политических организациях можно наблюдать антиавторитарные и горизонталистские тенденции, присыпанные наследием анархизма 80-х годов, в том числе в курдском и женском освободительных движениях. Анархисты участвовали в протестах в парке Гези в 2013 году.